# Boissière (Métro Paris)

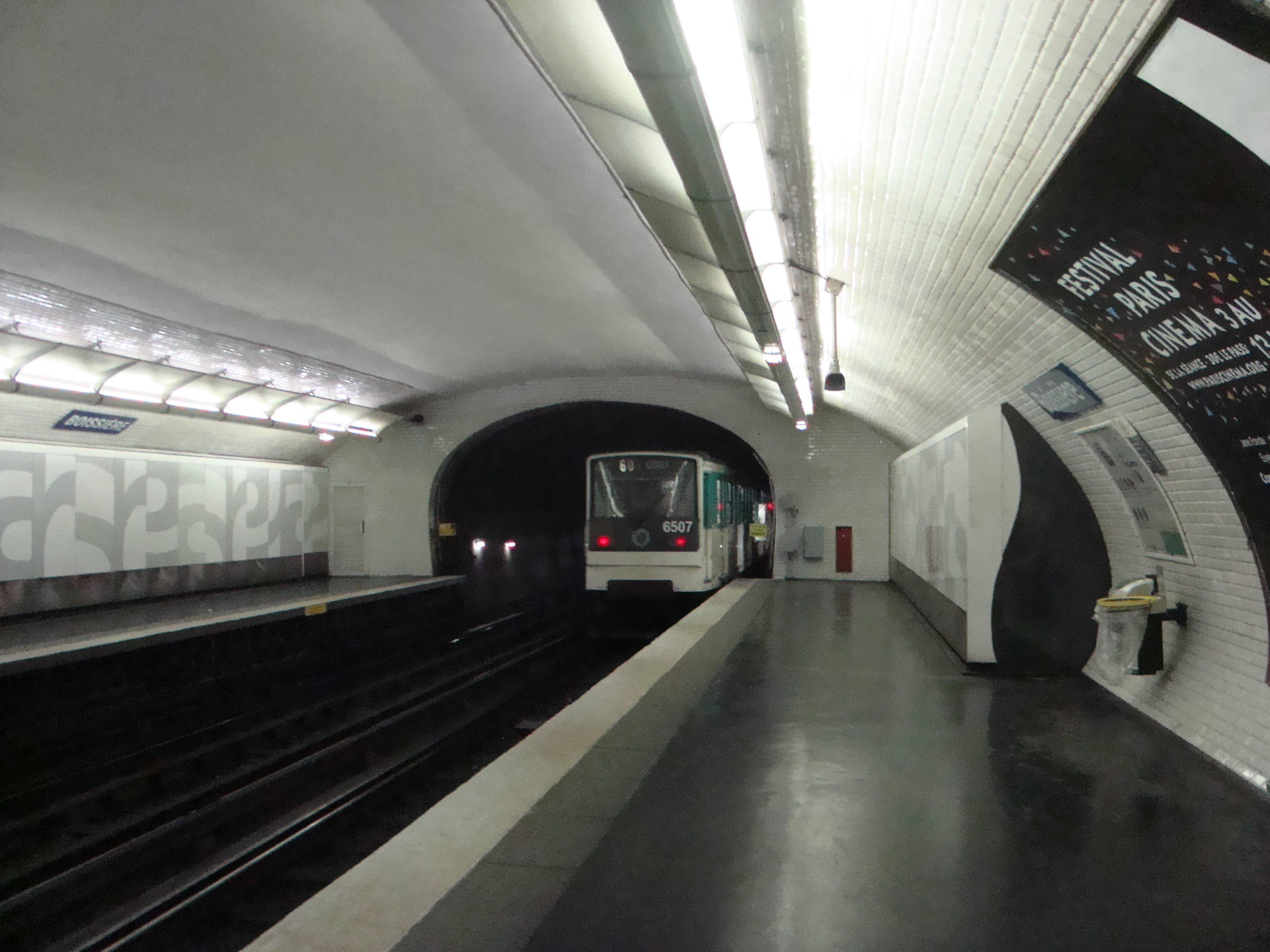
Station Boissière mit in Richtung Charles de Gaulle – Étoile ausfahrendem Zug der Baureihe MP 73

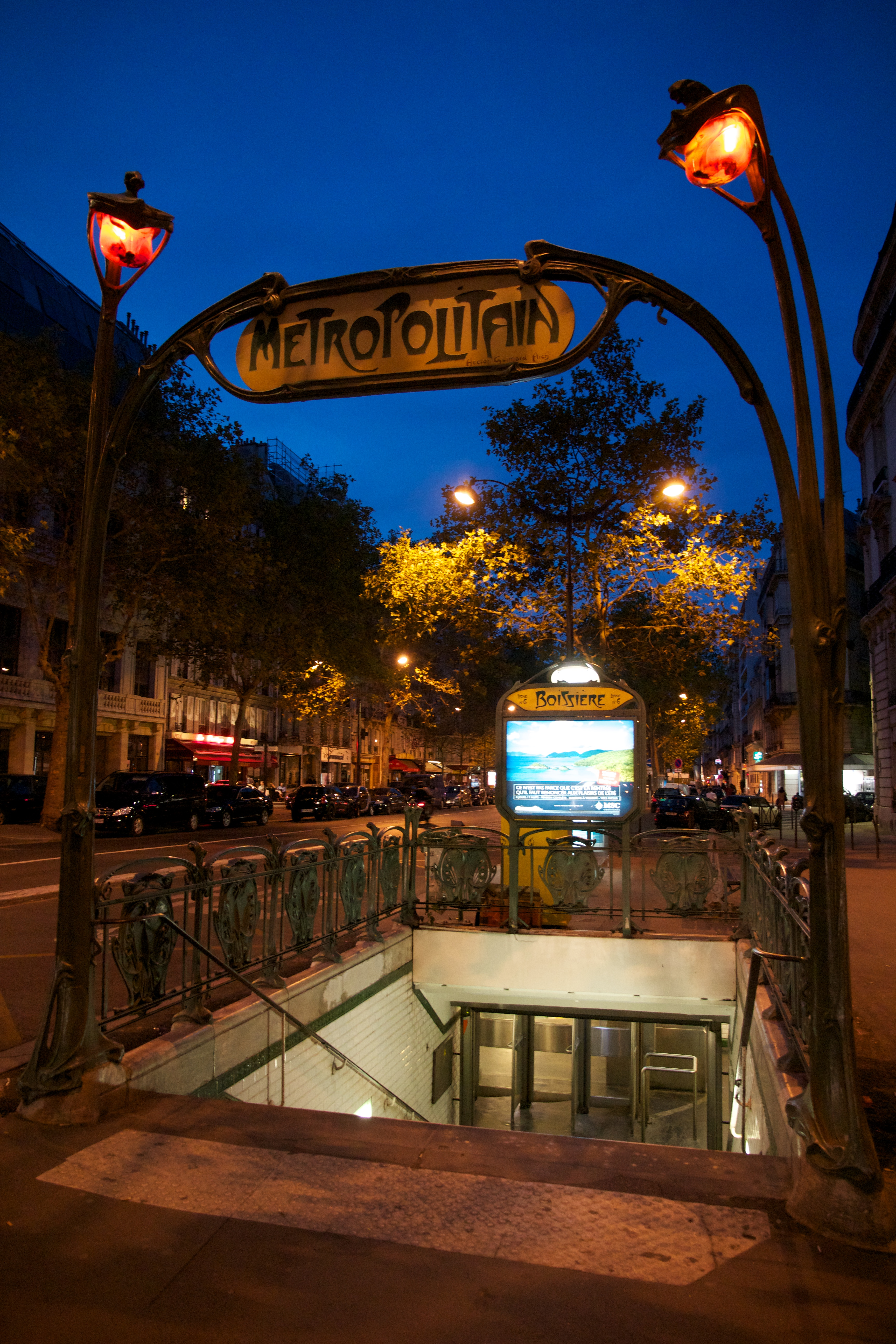
Von Hector Guimard gestalteter Zugang

Der U-Bahnhof Boissière [bwasjɛʁ] ist eine unterirdische Station der Linie 6 der Pariser Métro.

## Lage
Die Station befindet sich im Quartier de Chaillot des 16. Arrondissements von Paris. Sie liegt längs unter der Avenue Kléber in Höhe der Rue Boissière.

## Name
Namengebend ist die kreuzende Rue Boissière. Deren Name wiederum ist auf ein hölzernes Kreuz (bois = Holz) zurückzuführen, das am Palmsonntag mit Buchsbaumzweigen geschmückt wurde.

## Geschichte und Beschreibung
Die Station wurde am 2. Oktober 1900 in Betrieb genommen, als die Strecke von Étoile (seit 1970: Charles de Gaulle – Étoile) bis Trocadéro als erster Abschnitt der damaligen Linie 2 Sud eröffnet wurde. Am 14. Oktober 1907 wurde die bis dahin eigenständige, seit dem 24. April 1906 bis Place d’Italie führende Linie 2 Sud aufgegeben und deren Strecke zum südwestlichen Endabschnitt der Linie 5 (Étoile – Place d’Italie – Gare du Nord). Die Linienverläufe wurden am 6. Oktober 1942 erneut geändert, sodass seitdem die Linie 6 an der Station verkehrt.
Unter einem elliptischen Gewölbe liegen zwei Seitenbahnsteige an zwei parallelen Streckengleisen. Die Seitenwände sind weiß gefliest, sie folgen der Krümmung der Ellipse. Die Station ist – ausreichend für Fünf-Wagen-Züge – 75 m lang.
Der einzige Zugang wurde von Hector Guimard im Stil des Art Nouveau gestaltet, er ist weitgehend im Original erhalten.

## Fahrzeuge
Vor 1906 wurde der Streckenabschnitt der heutigen Linie 6 wegen der kurzen Bahnsteige der temporären Endstelle Passy nur von aus zweiachsigen Fahrzeugen gebildeten Vier-Wagen-Zügen befahren. Ab ca. 1910 folgten Züge der Bauart Sprague-Thomson. Im Juli 1974 wurde die Linie auf gummibereifte Fahrzeuge umgestellt, seitdem verkehrt dort die Baureihe MP 73. Seit Januar 2023 wird auch die Baureihe MP 89 CC auf der Linie 6 eingesetzt.